# Видспорт (Њујорк)
Видспорт (енгл. Weedsport) град је у америчкој савезној држави Њујорк.

## Демографија
По попису из 2010. године број становника је 1.815, што је 202 (-10,0%) становника мање него 2000. године.
| Група             | 2000.         | 2010.         |
| Белци             | 1.980 (98,2%) | 1.774 (97,7%) |
| Афроамериканци    | 6 (0,3%)      | 5 (0,3%)      |
| Азијати           | 7 (0,3%)      | 7 (0,4%)      |
| Хиспаноамериканци | 12 (0,6%)     | 16 (0,9%)     |
| Укупно            | 2.017         | 1.815         |